# 朱旭橦
襄陵懿简王朱旭橦（1501年—1541年），明朝襄陵安穆王朱徵鈐孙，镇国将军朱偕浰庶长子，未袭封即去世，追封为王。

## 生平
初封辅国将军。其父朱偕浰于正德十五年（1520年）去世。嘉靖二年（1523年）六月，朱徵鈐自称年老行動不便，請求以朱旭橦代為行礼，明世宗同意。
嘉靖十六年（1537年），朱旭橦改封襄陵长孙。
嘉靖十七年（1538年），朱徵鈐去世。韩王朱融燧请求罢撤襄陵王家族奉祀安惠王朱楹的乐户。朱旭橦上言称礼乐自天子出，韩王不宜擅自夺取。
嘉靖二十年（1541年），朱旭橦去世。
后来因为朱旭橦的庶长子朱融焚袭封襄陵王，朱旭橦被追封为襄陵懿简王。妻金氏，万历元年（1573年）正月封王妃。

### 分歧记载
《明世宗肃皇帝实录卷四百七》载，朱旭橦因为朱融燧请求罢撤乐户，与其互相弹劾。礼部商议认为旗校乐户出自一时特恩，不可为例，请求以守园官校隶属于平凉卫，扫除朱楹墓园，不再由襄陵王私自役使，乐工酌量留下十二户，其余都罢革，每年朱楹墓园祭享时由韩王遣仪宾一员行礼。嘉靖三十三年（1554年）二月，获准。此时朱旭橦早已去世，在位的应为朱融焚。

## 评价
- 《弇山堂别集》卷072：温柔賢善，平易不訾。